# Chencoh (Yucatán)
Chencoh es una localidad del municipio de Maxcanú en Yucatán, México.

## Toponimia
El nombre (Chencoh) proviene del idioma maya, posiblemente de ch'e'en, pozo, y koj, tigrillo (o diente), por lo que sería "[lugar del] pozo del tigrillo (o diente)".

## Hechos históricos
- En 1940 cambia su nombre de Chencoh a Chencó.
- En 1950 cambia a Chencoh.

## Demografía
Según el censo de 2005 realizado por el INEGI, la población de la localidad era de 0 habitantes.
| 139                         | 158 | 65 | 52 | 38 | 179 | 49 | 43 | 30 | ? | 0 | ? | 0 |
| (Fuente: INEGI [Consultar]) |     |    |    |    |     |    |    |    |   |   |   |   |